# Жужелица бессарабская
Жужелица бессарабская (лат. Carabus (Tomocarabus) bessarabicus) — вид жуков-жужелиц из подсемейства собственно жужелиц.

## Описание
Жук длиной 19-26 мм. Окраска чёрная, умеренно блестящая (у самцов). Надкрылья со слабой мелкой зернистостью. Задние углы переднеспинки маленькие и лишь незначительно заходят за основание надкрылий.

## Ареал
Украина, Крым, Молдавия, Центральная и Южная Россия, степи Западной Сибири и Казахстана.
В Молдавии известен только из окрестностей села Хырбовэц (Новоаненский район). На Украине локально обитает на севере Луганской области, в Одесской, Херсонской, Донецкой области. В европейской части России редок, на востоке ареала – более обычен. На Кавказе встречается на северных склонах Главного Кавказского хребта, преимущественно в низкогорьях и среднегорьях, в сравнительно аридных ландшафтах.

## Биология
Типичный степной вид, обитает на целинных участках равнинной и горной степи, также населяет овраги, реже песчаную степь. Жуки активны ночью, днем часто скрываются в норах грызунов, в укрытиях. Зимуют жуки, реже личинки старшего возраста. Генерация одно- или двухлетняя. Жуки активны весной, когда также происходит спаривание и откладка яиц. Молодые жуки появляются в первой половине лета и встречаются до начала осени. Зоофаг широкого профиля, питается мелкими беспозвоночными.

## Численность и охрана
Численность вида низкая с тенденцией к снижению. Главной причиной уменьшения численности вида и сокращения его ареала является распашка целинных степных участков и перевыпас скота.
Вид включён в Красную книгу Украины, Молдавии и Самарской области России.